# Kamel Eddine Fekhar
Kamel Eddine Fekhar (en mozabite : Kamal Ddin Fexxar), né le 9 février 1963 à Ghardaïa et mort le 28 mai 2019 à la prison de Blida, est un médecin, militant politique des défenseur des droits humains algérien berbère amazigh mozabite, emprisonné à plusieurs reprises et est décédé à l'hôpital de Blida après une grève de la faim,,.

## Biographie
Il n'avait pas caché d'être influencé par l'idée d'autonomie proposée par Ferhat Mehenni.
Fekhar fait deux ans de prison et une longue grève de la faim, avant d’être jugé en 2017, puis relâché.
Le 31 mars 2019, il est de nouveau été arrêté pour avoir dénoncé dans la presse la répression contre des militants mozabites emprisonnés et accusés « d’atteinte aux institutions ». Il a aussitôt entamé avec son co-détenu une nouvelle grève de la faim dans la prison de Ghardaïa.

## Engagement
Fekhar a lutté pour les droits politiques, culturels et religieux des Mozabites. Il a aussi continuellement dénoncé les répressions subies par les Mozabites.
Il médiatise la question mozabite et joue notamment un rôle important en alertant sur les violences et en lançant des SOS.

## Sa relation avec les Événements de Ghardaïa
Fekhar s’est beaucoup impliqué entre 2013 et 2015 lors des évènements sanglants à Ghardaïa quand une cinquantaine de mozabites ont été tués et de nombreux autres emprisonnés lors d’affrontements entre la communauté mozabite et la population arabophone, soutenue par le pouvoir selon certains.

## Sa mort
Arrêté le 31 mars juste après les Manifestations de 2019 en Algérie et poursuivi pour « atteinte à la sûreté de l'Etat » et « trouble à l'ordre public » , il a avait entamé une grève de la faim. Sa santé s'est rapidement dégradée, et après deux mois de détention, transféré à l'hôpital de Blida, il est décédé le 28 mai 2019. Il déclara 'mon rêve est de voir les Imazighen vivent libre et en dignité'.  
Il est inhumé le samedi 1er juin 2019 à Alger, enterrement durant lequel de nombreuses personnalités politiques étaient présentes. C'est au cimetière El Alia, dans le carré mozabite qu'il a été inhumé. Durant la cérémonie d'obsèques, Salah Dabbouz, son avocat, fait une déclaration dans laquelle il dénonce un « système corrompu et corrupteur ». La foule a notamment scandé « pouvoir assassin » et s’est ensuite dispersée dans le calme. Des voix se sont élevées pour réclamer justice, et incriminent directement l’administration de Ghardaïa mais aussi les institutions judiciaires dans la mort du militant>.

## Tombe profanée
Le jeudi 18 juillet 2019, la tombe de Kamel Eddine Fekhar, enterré au cimetière d'El Alia à Alger, est profanée,,,. C'est l'épouse du défunt, Zahira Fekhar, qui signale cet acte depuis sa page Facebook, précisant : « Dans un geste très audacieux et provocateur, la tombe de mon défunt mari Kamalddine Fekhar a été soumise à une grave attaque et à la destruction quasi totale par des inconnus »,.
Selon El Watan, le socle arraché porte un texte qui aurait pu ne pas plaire aux profanateurs et leurs commanditaires : «Je meurs, le M’zab vivra, assassiné en prison.». Seules les deux pierres tombales portant les dates de naissance et de décès du militant (1963-2019), la « basmala » et un verset du Coran sont restées intactes.